# Tigran Barseghyan
Tigran Ashoti Barseghyan (en armenio: Տիգրան Աշոտի Բարսեղյան; Ereván, 22 de septiembre de 1993) es un futbolista armenio que juega en la demarcación de extremo para el Š. K. Slovan Bratislava de la Superliga de Eslovaquia.

## Selección nacional
Tras jugar con la selección de fútbol sub-21 de Armenia, finalmente hizo su debut con la selección absoluta el 25 de marzo de 2016 en un encuentro amistoso contra Bielorrusia que finalizó con un resultado de empate a cero. Además llegó a disputar cinco encuentros de clasificación para la Copa Mundial de Fútbol de 2018.

### Goles internacionales
| #  | Fecha                   | Estadio                                              | Oponente            | Gol | Resultado | Competición                         |
| -- | ----------------------- | ---------------------------------------------------- | ------------------- | --- | --------- | ----------------------------------- |
| 1. | 1 de junio de 2016      | StubHub Center, Carson, Estados Unidos               | El Salvador         | 0-3 | 0-4       | Amistoso                            |
| 2. | 6 de septiembre de 2018 | Estadio Republicano Vazgen Sargsyan, Ereván, Armenia | Liechtenstein       | 2-1 | 2-1       | Liga de Naciones de la UEFA 2018-19 |
| 3. | 8 de junio de 2019      | Estadio Republicano Vazgen Sargsyan, Ereván, Armenia | Liechtenstein       | 3-0 | 3-0       | Clasificación para la Eurocopa 2020 |
| 4. | 11 de junio de 2019     | Estadio Olímpico de Atenas, Atenas, Grecia           | Grecia              | 1-3 | 2-3       | Clasificación para la Eurocopa 2020 |
| 5. | 12 de octubre de 2019   | Rheinpark Stadion, Vaduz, Liechtenstein              | Liechtenstein       | 0-1 | 1-1       | Clasificación para la Eurocopa 2020 |
| 6. | 5 de septiembre de 2020 | Toše Proeski Arena, Skopie, Macedonia del Norte      | Macedonia del Norte | 2-1 | 2-1       | Liga de Naciones de la UEFA 2020-21 |
| 7. | 28 de marzo de 2021     | Estadio Republicano Vazgen Sargsyan, Ereván, Armenia | Islandia            | 1-0 | 2-0       | Clasificación para el Mundial 2022  |
| 8. | 31 de marzo de 2021     | Estadio Republicano Vazgen Sargsyan, Ereván, Armenia | Rumania             | 3-2 | 3-2       | Clasificación para el Mundial 2022  |
| 9. | 19 de junio de 2023     | Estadio Republicano Vazgen Sargsyan, Ereván, Armenia | Letonia             | 2-1 | 2-1       | Clasificación para la Eurocopa 2024 |

## Clubes
| Club                    | País                | Año       | Partidos | Goles |
| ----------------------- | ------------------- | --------- | -------- | ----- |
| F. C. Banants           | Armenia             | 2010-2011 | 3        | 0     |
| F. C. Gandzasar Kapan   | Armenia             | 2011-2013 | 7        | 0     |
| F. C. Mika              | Armenia             | 2013-2015 | 47       | 10    |
| F. C. Gandzasar Kapan   | Armenia             | 2015-2016 | 25       | 4     |
| F. K. Vardar            | Macedonia del Norte | 2016-2019 | 73       | 23    |
| F. C. Kaisar Kyzylorda  | Kazajistán          | 2019-2020 | 33       | 14    |
| F. C. Astana            | Kazajistán          | 2020-2021 | 57       | 15    |
| Š. K. Slovan Bratislava | Eslovaquia          | 2022-     | 159      | 53    |

## Palmarés

### Campeonatos nacionales
| Título                        | Club                    | País       | Año  |
| ----------------------------- | ----------------------- | ---------- | ---- |
| Primera División de Macedonia | F. K. Vardar            | Macedonia  | 2017 |
| Copa de Kazajistán            | F. C. Kaisar Kyzylorda  | Kazajistán | 2019 |
| Supercopa de Kazajistán       | F. C. Astana            | Kazajistán | 2020 |
| Superliga de Eslovaquia       | Š. K. Slovan Bratislava | Eslovaquia | 2022 |
| Superliga de Eslovaquia       | Š. K. Slovan Bratislava | Eslovaquia | 2023 |
| Superliga de Eslovaquia       | Š. K. Slovan Bratislava | Eslovaquia | 2024 |
| Superliga de Eslovaquia       | Š. K. Slovan Bratislava | Eslovaquia | 2025 |